# The Survivors Live
The Survivors Live je koncertni album Johnnyja Casha, Carla Perkinsa i Jerryja Lee Lewisa, objavljen 1982. u izdanju Columbia Recordsa. Snimljen je 23. travnja 1981. u Stuttgartu u Zapadnoj Njemačkoj, gdje su tri pjevača, kolege iz dana u Sun Recordsu, bila na turneji po Europi. Na koncertu je trebao nastupiti samo Cash, ali su mu se jedne večeri pridružili i Lewis i Perkins jer sami nisu imali zakazane koncerte. Trojica su izvela mnoštvo pjesama po kojima su postali poznati - kao što su Cashova "Get Rythm" i Perkinsova "Blue Sued Shoes" - kao i neke manje poznate skladbe.

## Popis pjesama
1. "Get Rhythm" (Cash) – 3:07
2. "I Forgot to Remember to Forget" (Charlie Feathers, Stan Kesler) – 2:44
3. "Goin' Down the Road Feelin' Bad" (Narodna) – 2:59
4. "That Silver Haired Daddy of Mine" (Gene Autry, Jimmy Long) – 3:10
5. "Matchbox" (Carl Perkins) – 3:18
6. "I'll Fly Away" (Albert E. Brumley) – 4:02
7. "Whole Lotta Shakin' Goin' On" (Dave "Curly" Williams, Sunny David) – 4:04
8. "Rockin' My Life Away" (Mack Vickery) – 2:54
9. "Blue Suede Shoes" (Perkins) – 3:07
10. "Peace in the Valley" (Thomas A. Dorsey) – 4:51
11. "Will the Circle Be Unbroken" (A.P. Carter) – 4:36
12. "I Saw the Light" (Hank Williams) – 3:25

## Izvođači
- Johnny Cash - vokali, aranžer, bilješke na omotu
- Jerry Lee Lewis - vokali
- Carl Perkins - vokali
- Jerry Hensley, Kenneth Lovelace, Bob Wootton - električna gitara
- Marty Stuart - gitara, mandolina
- Earl Ball - klavir
- Jack Hale - truba, francuski rog
- W.S. Holland - bubnjevi
- Henry Strzelecki - bas